# Volksbank Brackenheim-Güglingen
Die Volksbank Brackenheim-Güglingen eG war eine deutsche Genossenschaftsbank mit Sitz in Brackenheim im Landkreis Heilbronn (Baden-Württemberg).

## Geschichte
Die Volksbank Brackenheim-Güglingen wurde am 11. März 1865 gegründet.

## Rechtsgrundlagen
Rechtsgrundlagen der Bank waren das Genossenschaftsgesetz und die Satzung. Die Organe der Genossenschaftsbank waren der Vorstand, der Aufsichtsrat und die Vertreterversammlung. Die Bank war der Sicherungseinrichtung des Bundesverbandes der Deutschen Volksbanken und Raiffeisenbanken e. V. angeschlossen, die aus dem Garantiefonds und dem Garantieverbund besteht.

## Niederlassungen
Die Volksbank Brackenheim-Güglingen unterhielt zehn Geschäftsstellen und drei SB-Stellen.

## Fusion
Im Jahre 2016 hat die Bank mit der VBU Volksbank im Unterland eG unter deren Firma fusioniert. Die VBU Volksbank im Unterland eG hat gleichzeitig ihren juristischen Sitz von Schwaigern nach Brackenheim verlegt.